# V剤
V剤（ブイざい、V-series,V-Agents）とは化学兵器の神経ガスの分類の一つである。毒（Venom）の頭文字を取ってV剤と呼ばれている。
1952年にDDTに代わる新型農薬の開発に取り組んでいたイギリスのインペリアル・ケミカル・インダストリーズ(ICI)植物保護研究所のラナジット・ゴーシュ(Ranajit Ghosh)率いる研究チームが硫黄を含む新しいタイプの有機リン化合物を発見した。
これは農薬としては毒性が強すぎて使えなかったが、イギリス軍によって神経ガスとして見出された。
V剤は硫黄を含む有機リン化合物で、揮発性が低く、分解しにくいため残留性が高い。主にガスとして散布され皮膚や呼吸器から体内に吸収され急速に毒性を発揮する。V剤は化学兵器の中で最も毒性が強いといわれている。
後に、核兵器の資料と交換でアメリカに研究資料が引き渡されアメリカで大量生産が行われた。
ビタミン(Vitamin)のVから取ったV剤の名称を持つビタミン剤が存在するが、化学兵器とは無関係である。